# Siruasus crassipalpus
Siruasus crassipalpus är en spindelart som beskrevs av Roewer 1961. Siruasus crassipalpus ingår i släktet Siruasus och familjen plattbuksspindlar.
Artens utbredningsområde är Afghanistan. Inga underarter finns listade i Catalogue of Life.